# Culcita (étoile de mer)
Étoiles coussin
Genre
Culcita est un genre d'étoiles de mer tropicales de la famille des Oreasteridae, qui contient trois espèces. On les appelle souvent « étoiles-coussins ».

## Description
Ce sont des étoiles très particulières, en forme de coussin rebondi et plus ou moins pentagonal, les cinq bras atrophiés n'étant que les angles obtus (et parfois arrondis ou tronqués). Elles sont plus ou moins densément couvertes de gros piquants grossièrement coniques, parfois absents. Elles peuvent mesurer jusqu'à 30 cm de diamètre, et sont typiques des récifs coralliens de l'Indo-Pacifique, où elles se nourrissent d'invertébrés benthiques et de corail.  
Les deux espèces principales, Culcita novaeguineae et Culcita schmideliana, sont extrêmement similaires et quasiment impossibles à différencier à l’œil nu, si ce n'est que C. schmideliana n'a jamais de piquants dans ses zones papulaires, contrairement à sa cousine, mais ce trait est assez variable et souvent ambigu (absence de piquants, piquants empiétant légèrement...). Les piquants de C. schmideliana sont coniques, sombres et clairsemés, tandis que ceux de C. novaeguineae sont de petites pointes nombreuses et formant souvent un motif réticulé, particulièrement abondantes autour de la pointe des bras (mais dans les deux cas il existe aussi des étoiles parfaitement nues). La face orale de l'espèce indienne montre une organisation géométrique des plaques, alors que celle de l'espèce pacifique est relativement uniforme. 
Elles se distinguent donc principalement par leur aire de répartition : C. schmideliana se trouve dans l'Océan Indien (jusqu'aux Maldives), et C. novaeguineae en Océanie et dans le Pacifique.
La troisième espèce, Culcita coriacea, est plus rare et de forme légèrement différente, avec des bras plus pointus et des motifs radiaires sombres sur la face aborale ; on ne la trouve qu'autour de l'Arabie.
Les juvéniles de ce genre (notamment Culcita novaeguineae) sont pentagonaux et aplatis, donc très différents morphologiquement des adultes : cela les a longtemps fait prendre pour des espèces de la famille des Goniasteridae (ils furent appelés, entre autres, Goniodiscus sebae) tels que les Peltaster, avec lesquels certains plongeurs continuent de les confondre.
Un risque de confusion existe avec l'espèce Halityle regularis (seule de son genre), qui a des bras légèrement plus marqués, et un motif réticulé plus géométrique sur sa face aborale. Surtout, sur la face orale sa bouche est entourée d'un réseau pentagonal de plaques en losanges bleues extrêmement caractéristique. D'autres espèces de la famille des Oreasteridae partagent parfois ce nom d'« étoile coussin », comme Oreaster reticulatus aux Caraïbes. Les Podosphaerasteridae sont également très ressemblantes, mais beaucoup plus rares et vivent surtout beaucoup plus profond. 

## Liste d'espèces
Selon World Register of Marine Species (20 février 2014) et ITIS (15 janvier 2016) :
- Culcita coriacea Müller & Troschel, 1842 -- Étoile-coussin arabe
- Culcita novaeguineae Müller & Troschel, 1842 -- Étoile-coussin du Pacifique
- Culcita schmideliana (Retzius, 1805) -- Étoile-coussin de l'océan Indien.

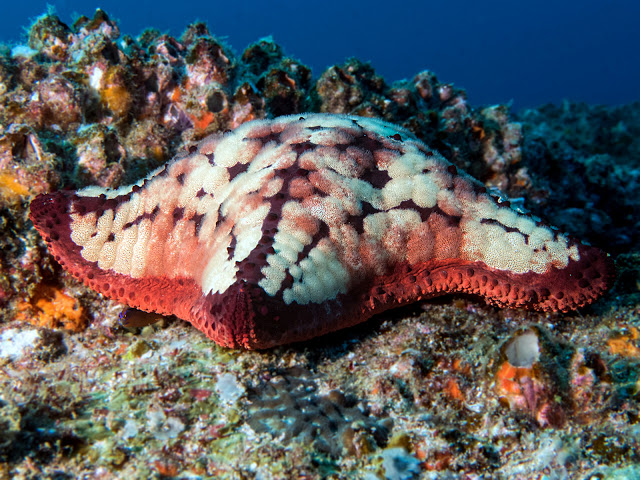
Culcita coriacea (Sultanat d'Oman)
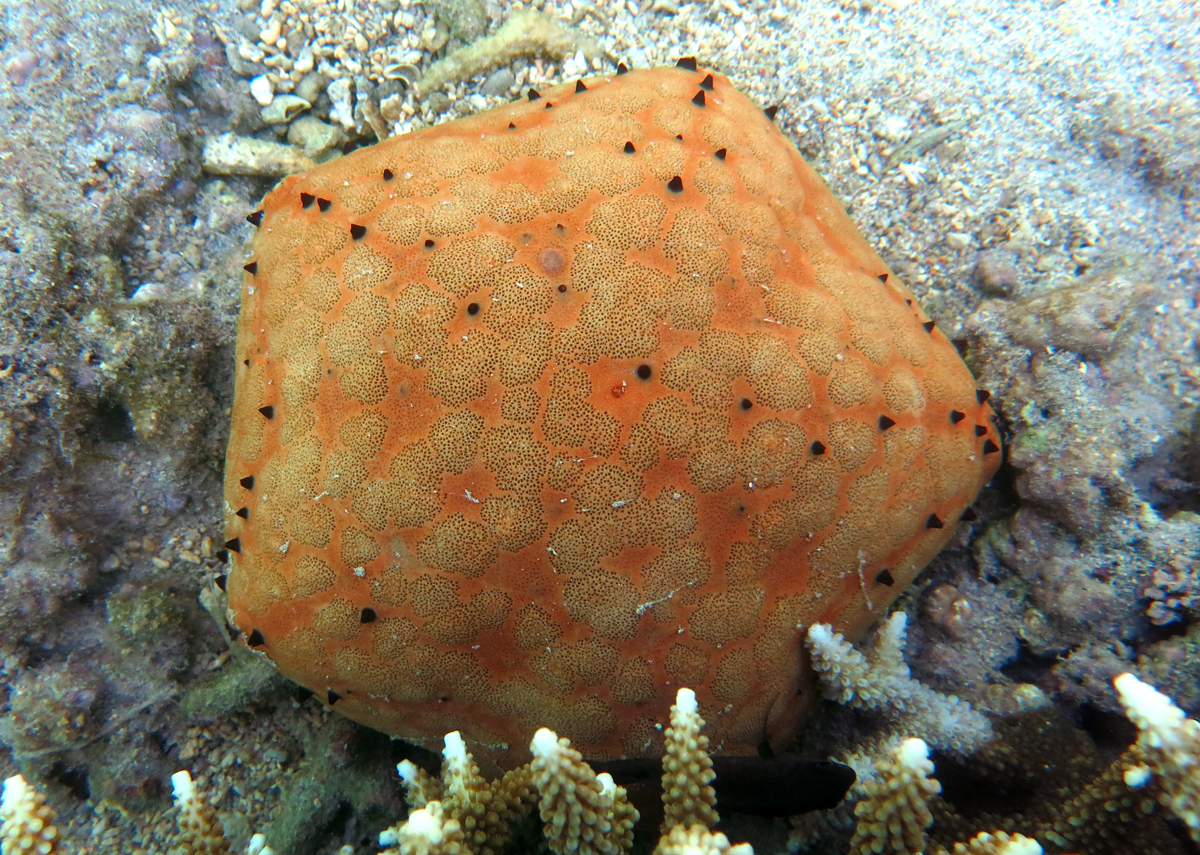
Culcita schmideliana (île de La Réunion)
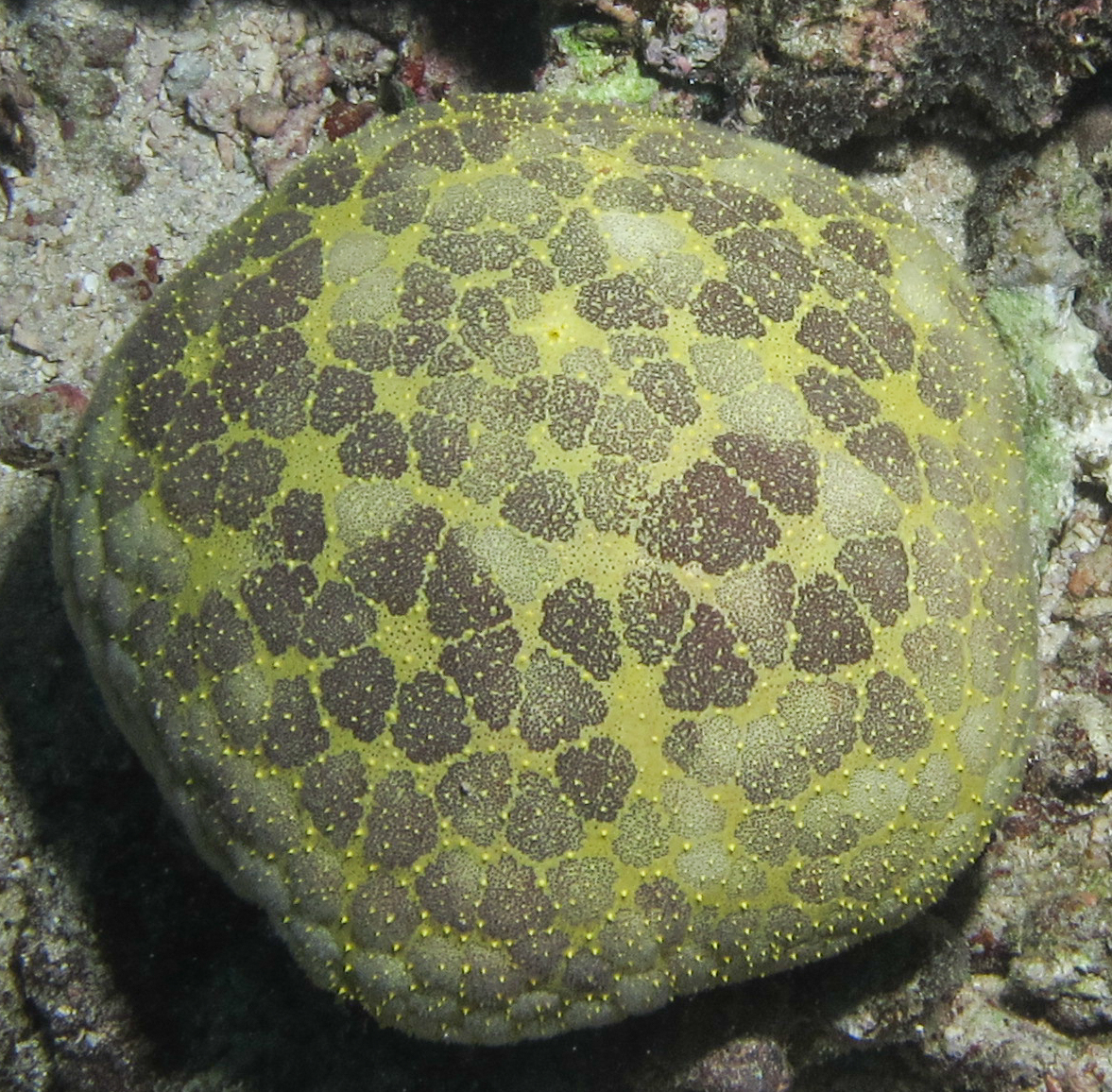
Culcita novaeguineae (Fidji)
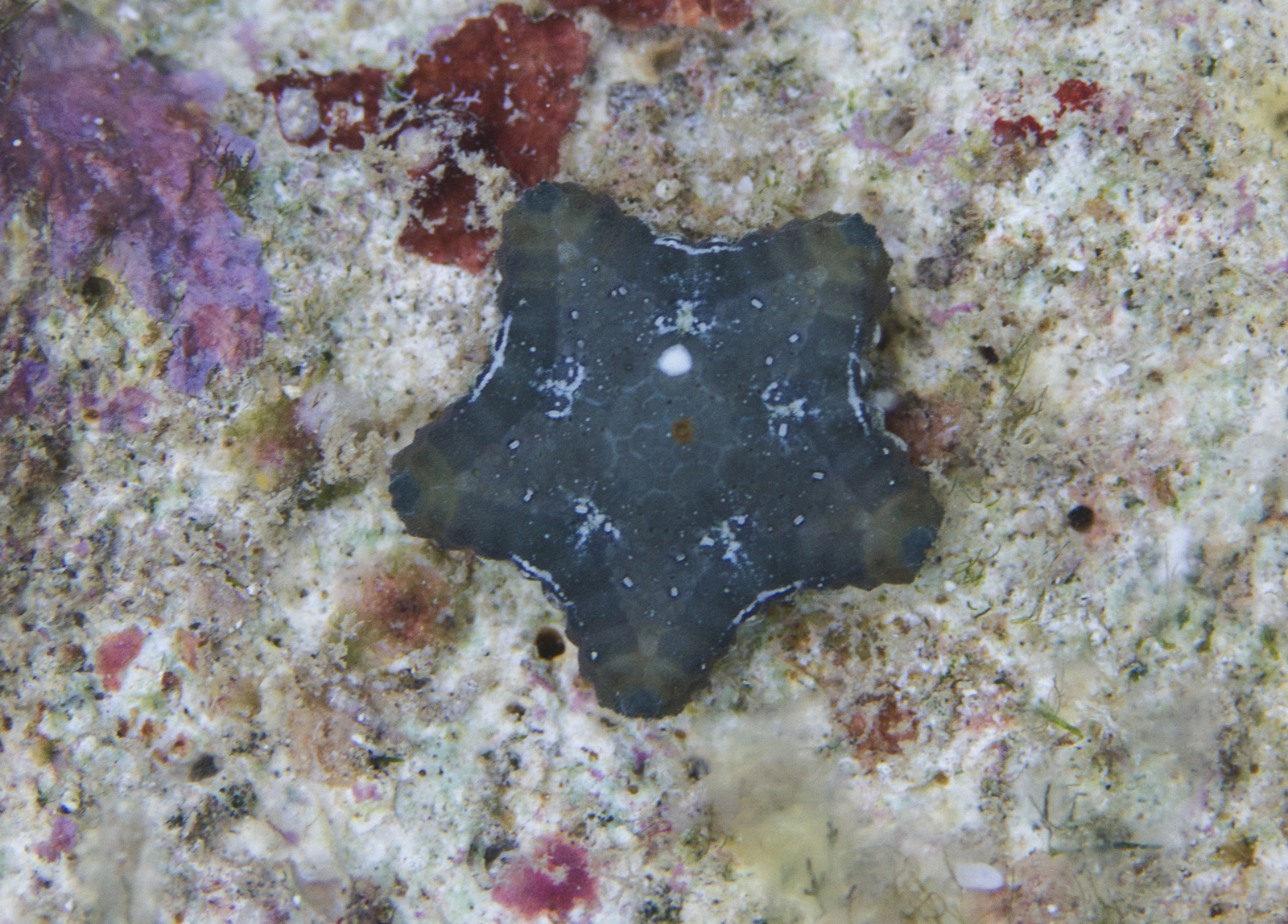
Culcita schmideliana juvénile, encore plate et pentagonale.
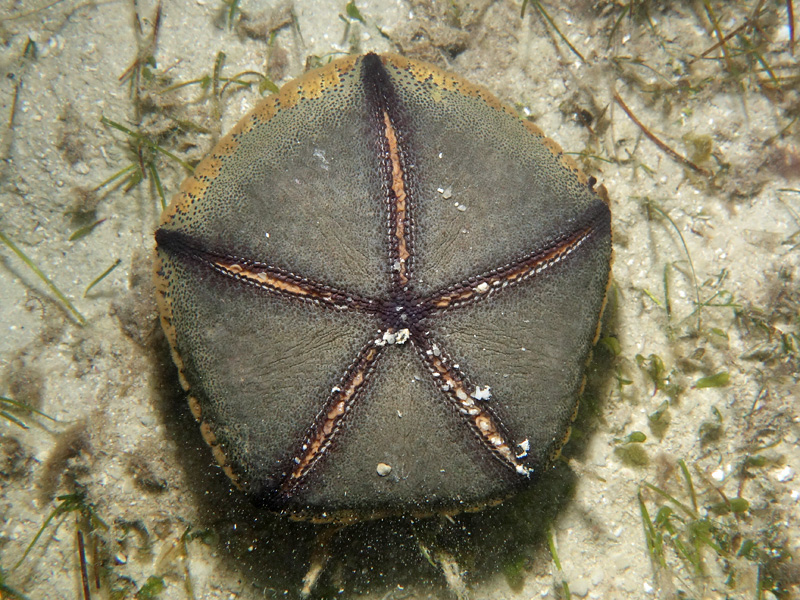
Face orale (bouche au centre)

## Systématique
Le nom valide complet (avec auteur) de ce taxon est Culcita Agassiz, 1836.
Culcita a pour synonymes :
- Goniodiscides Fisher, 1906
- Goniodiscus Müller & Troschel, 1842
- Randasia Gray, 1840

Il ne faut pas confondre ce genre avec Culcita C.Presl, 1836, un genre de fougères de la famille des Culcitaceae.